# Empalme (kommun)
Empalme är en kommun i Mexiko.   Den ligger i delstaten Sonora, i den nordvästra delen av landet, 1 500 km nordväst om huvudstaden Mexico City.
Följande samhällen finns i Empalme:
- Empalme
- La Palma
- Juan Rodríguez
- Empalme el Águila